# Brunsteinkapelle

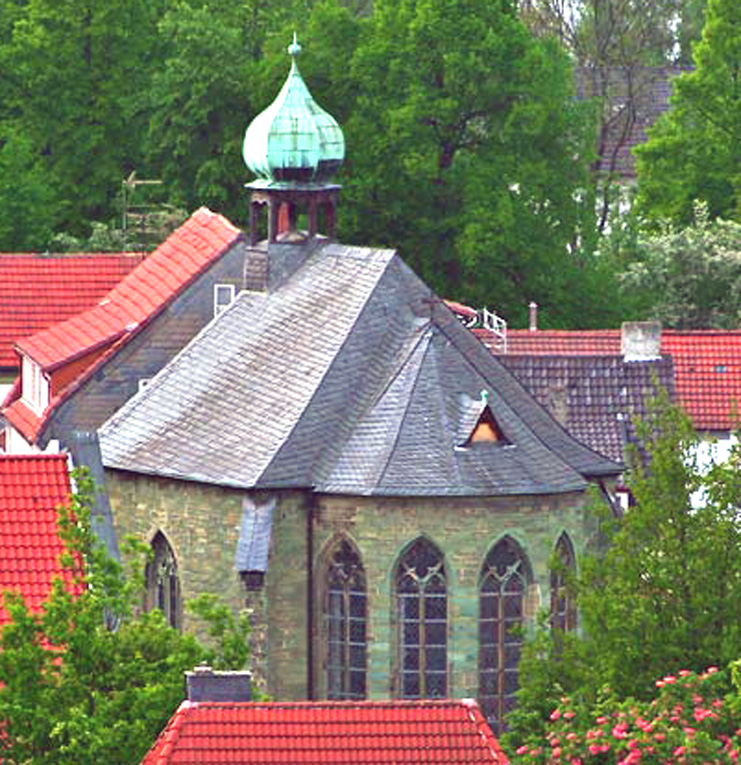
Brunsteinkapelle

Die Brunsteinkapelle ist ein denkmalgeschütztes, ehemaliges Kirchengebäude in der Kreisstadt Soest (Nordrhein-Westfalen). Sie ist die letzte von ca. 20 mittelalterlichen Bürgerkapellen, die es in Soest einst gab.

## Geschichte

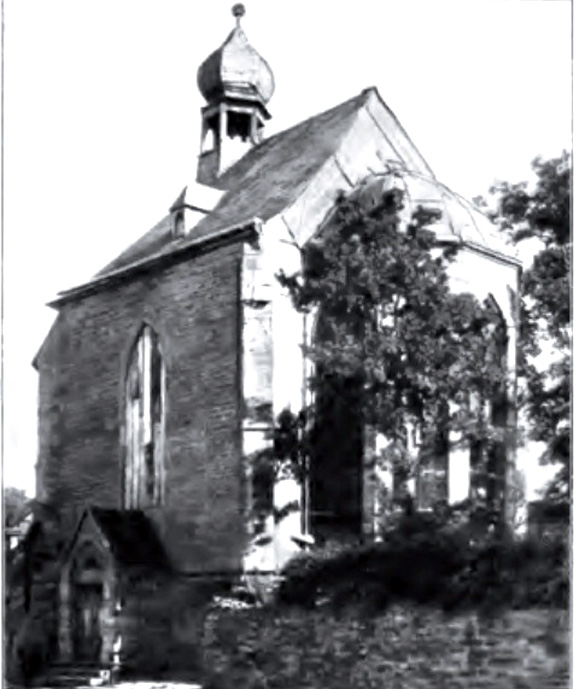
Zustand von 1902

Das Gebäude wurde erstmals 1225 urkundlich erwähnt. Es ist eine Stiftung der Familie Brunstein, genannt Schonkind, die auch das Patronats- und Präsentationsrecht hatte. Die Rechte wurden 1291 auf die Familie van der Molen und 1399 auf Offizial Bernt von Salzkotten übertragen. Am 11. Oktober 1408 ging die Kapelle in den Besitz des Rates der Stadt Soest, eine Bestätigung erfolgte 1420 durch den Erzbischof Dietrich von Moers. Die Rekatholisierung Soests begann 1548. Auf Verlangen der Bürger stellte der Rat 1552 die Kapelle als Gotteshaus zur Austeilung des Abendmahls unter beiderlei Gestalt zur Verfügung. Die Kirche wurde deshalb Ketzerkirche genannt. Das neue Abendmahl wurde erstmals 1552 durch den evangelischen Pfarrer Walter von Stolwyk zelebriert. Aus Platzmangel wich die Gemeinde in die evangelische Paulikirche aus. Nur noch unregelmäßig fand in der Kapelle Gottesdienst statt, und so begann der langsame Verfall der Kapelle.
Nach dem Einsturz des Chorgewölbes im Jahr 1662 wurde das Kirchengebäude von der reformierten Gemeinde mit Hilfe einer Spende des Rates in Höhe von 200 Talern renoviert und dann genutzt. Pfingsten 1664 erfolgte die Einweihung durch Erasmus Bernhard Avermann aus Hamm. Die reformierte Gemeinde verlegte 1873 ihren Sitz in die Alte Thomäkirche („Schiefer Turm“), und so wurde das Gebäude nicht mehr benutzt. Die Stadt verkaufte es für den symbolischen Preis von einer Mark an die Petrigemeinde. Nach der Restaurierung 1932 fanden wieder Andachten und Versammlungen im Haus statt. Nach der Zerstörung der Alten Thomäkirche konnte die reformierte Gemeinde von 1949 bis 1958 die Kapelle nutzen. Von 1988 bis 1998 diente sie der evangelischen Baptistengemeinde als Gotteshaus. Seit dem 1. Oktober 1998 ist das Gebäude Atelier und Ausstellungsraum des Malers Fritz Risken aus Ampen. Die Kapelle wurde 2001 auf Initiative der Arbeitsgemeinschaft Historische Stadtkerne in NRW zum Denkmal der Monats Januar auserwählt. Im Jahr 2004 wurde sie offiziell entwidmet, da die St.-Petri-Pauli-Kirchengemeinde sie auch langfristig nicht mehr als Gottesdienststätte nutzen wird.
Im April 2025 war die Brunsteinkapelle Denkmal des Monats in Westfalen-Lippe.

## Architektur
Der Bau aus dem Anfang des 15. Jahrhunderts ist ein kleiner hoher Saal mit eingezogenem Chor im 5/8-Schluss, auf einem fast quadratischen Grundriss. Die gotische Kapelle ist 12 m lang, 8,8 m breit und 10,7 m hoch. An den Außenecken des Saales stehen Strebepfeiler. Der Chor wird von spitzbogigen Maßwerkfenstern durchbrochen, über dem Südeingang ist ein Großes Spitzbogenfenster eingebaut. Das Bleidach wurde 1570 durch ein Schieferdach ersetzt. 1622 stürzte das Gewölbe des Chores ein; es wurde nicht wieder erneuert, sondern es wurde eine Flachdecke eingezogen. Die kleine südliche Eingangshalle mit einem spitzbogigen Tonnengewölbe ist wohl noch gotisch. Im Rahmen der Renovierung von 1822 wurden hölzerne Emporen eingebaut. Unter Leitung des Architekten Jänisch wurde 1895 das geschweifte Chordach erhöht und auf die Höhe des Langhauses gebracht. Die Glocke wurde 1899 auf 99 Jahre an die Kapelle in Wickede an der Ruhr ausgeliehen; sie kam allerdings schon früher (?) zurück. Sie hängt nun nicht mehr im Dachreiter, sondern über dem Chor. Das Maßwerk im Chor wurde 1907 eingesetzt. Der Dachreiter wurde 1932 mit einer Zwiebel bekrönt. Im April 2010 wurde mit dem Umbau und der Renovierung der Brunsteinkapelle begonnen. Der Chor war so marode, dass ein Betreten wegen Einsturzgefahr untersagt war. Seit dem 30. August 2010 konnte das Atelier wieder benutzt werden.

## Restaurierung und heutige Nutzung
Im Zeitraum von 2023 bis 2024 wurde die unter Denkmalschutz stehende Brunsteinkapelle in Soest mit großer Sorgfalt restauriert. Ziel der Arbeiten war es, das jahrhundertealte Erbe des Bauwerks behutsam freizulegen und erlebbar zu machen – darunter mittelalterliche Grabplatten und die eindrucksvoll rekonstruierte Holzkonstruktion der Empore.
Im Mittelpunkt stand stets der Wunsch, die ursprüngliche Substanz des Bauwerks so authentisch wie möglich wieder zum Vorschein zu bringen und ihre stille Schönheit zu bewahren.
Gleichzeitig wurde die Kapelle mit moderner Infrastruktur ausgestattet: Brandschutztechnik, sanitäre Einrichtungen, eine lichtsensible Beleuchtung sowie eine nachhaltige Elektroheizung mit Ökostrom sorgen heute für zeitgemäßen Komfort. Sämtliche Maßnahmen erfolgten in enger Abstimmung mit Denkmalpflege und Archäologie, um die geschichtlichen Schichten zu schützen und zu dokumentieren.
Seit ihrer feierlichen Wiedereröffnung am Tag des offenen Denkmals 2024 öffnet sich die Kapelle für die Gegenwart: als stimmungsvoller Veranstaltungsort für Konzerte, Lesungen und kulturelle Begegnungen.
Zugleich entfaltet sie ihre besondere Atmosphäre bei freien und standesamtlichen Trauungen – als ein Ort, an dem sich Vergangenheit und Gegenwart auf berührende Weise begegnen. Mit Platz für bis zu 80–100 Gäste vereint die Brunsteinkapelle die stille Würde eines jahrhundertealten Bauwerks mit der Leichtigkeit moderner Nutzung.

## Ausstattung
- Die pultartige Kanzel mit Schnitzwerk und Ranken ist mit der Inschrift DNI 1553 versehen. Sie ist somit die älteste Kanzel in Soest. Die Eckschnitzereien wurden später ergänzt.
- Die Tür stammt vom Ende des 17. Jahrhunderts.
- Der barocke Altartisch aus Holz ist zwischen den schweren Balusterfüßen mit einer profilierten Verbindung versehen. Er ist 127 × 77 × 91 cm groß und stammt aus der Zeit um 1620.
- Die Glocke mit einem Durchmesser von 36 cm wurde 1727 in der Soester Glockengießerei Stule gegossen. Sie trägt die Inschrift: DIE REFORMIERTE GEMEINDE BINNEN SOIST HABEN MICH UMGIESEN LASSEN IM JAHR 1727.
- Etwa 20 alte Grabplatten werden durch einen Holzfußboden geschützt.[2][3]